# La Garde-Freinet
La Garde-Freinet este o comună în departamentul Var din sud-estul Franței. În 2009 avea o populație de 1.761 de locuitori.

## Evoluția populației
| An        | 1975  | 1982  | 1990  | 1999  | 2006  | 2009  |
| --------- | ----- | ----- | ----- | ----- | ----- | ----- |
| Populație | 1.241 | 1.402 | 1.465 | 1.619 | 1.771 | 1.761 |